# Elección legislativa de Francia de 1837
Las elecciones legislativas de Francia de 1837 se realizaron el 4 de noviembre de 1837. El rey Luis Felipe disolvió esta legislatura el 2 de febrero de 1839 al no contar con mayoría.
Los diputados fueron elegidos utilizando el sufragio censitario, con un cuerpo electoral de 198.836 personas, de los que votaron 151.720, un 76,30% de participación.
- Datos: Q2156275